# Pretty Tied Up
«Pretty Tied Up» (subtitulada The Perils of Rock n Roll Decadence) es una canción de la banda de hard rock Guns N' Roses. Fue escrita por Izzy Stradlin y fue incluida en el álbum Use Your Illusion II. La canción empieza con el sonido de un sitar eléctrico tocado por Izzy Stradlin.
La letra escrita por Stradlin fue  inspirada en un encuentro real de temática bdsm con una chica, el propio Izzy habló de la canción en  una entrevista:
 Con "Pretty Tied Up" no intenté escribir una canción machista o sexista. Relata el encuentro con una chica que disfruta de su sexualidad libre y tiene deseos masoquistas, yo puedo jugar con ella y ella puede jugar conmigo, juntos podemos disfrutar de una temática de roles, la relación es completamente consentida dentro de los juegos de rol. 
La canción esta inspirada en hechos reales, si, yo conocí a una chica en un bar de L.A y ella me llevó a su departamento (en Melrose) tomamos un poco de whisky y fumamos algo de marihuana. Luego ella fue a su dormitorio y trajo un montón de cosas de temática bdsm, se puso en ropa interior, tacones altos y cinta adhesiva en la boca, me dijo que hiciera lo que faltaba, amarrarla de pies y manos y darle de latigazos. Bueno lo que paso después ya te lo puedes imaginar. Pero si, ella es la chica bdsm. 
Según el análisis de la crítica de diversos medios, la canción, también por momentos, es una descripción irónica qué Izzy realiza sobre la banda,
con frases como. 
"Once there was this rock n' roll band rollin' on the streets time went by and it became a joke". 

La parte final también parece ser personal, Izzy parece dar a entender, que todo el dinero que ha conseguido, no le ha traído realmente felicidad. 

Slash dijo que la canción terminó de ser compuesta, una noche en la casa de Stradlin, antes de que la banda se fuera a un show en Chicago. Según Slash, Stradlin había consumido tanta heroína esa noche, que hizo un sitar de un platillo, un palo de escoba y algunas cuerdas, sirviendo así de inspiración para el sitar escuchado al comienzo de la pista.
La banda toco la canción en vivo por primera vez en el festival Rock in Rio 2 ante cerca de 250 mil espectadores, el 23 de enero de 1991. 
Posteriormente, esta versión en vivo de la canción, fue incluida en el al álbum Live Era: '87-'93 el cual fue un recopilatorio de presentaciones en vivo de la banda.

## Miembros
- Axl Rose – Voz
- Izzy Stradlin – guitarra rítmica, sitar, segundas voces
- Slash – guitarra solista
- Duff McKagan – bajo, segundas voces
- Dizzy Reed – piano
- Matt Sorum – batería